# Svedjenäva
Svedjenäva (Geranium bohemicum) är en pyrofil ört med liknande ekologi som sin nära släkting brandnäva (Geranium lanuginosum). Den är annuell eller vinterannuell beroende när på året fröna gror. Efter brand tidigt på året, innan juli, blommar många plantor samma år. Efter en senare brand övervintrar plantan i stället som en grön bladrosett och börjar blomma i slutet av maj året efter branden och fortsätter in i september tills den dör. En planta som blommat överlever inte kommande vinter. Blommorna är blåvioletta, stjälkarna är raka, gröna med bredflikiga blad (tre till fem större flikar). Hela plantan smakar beskt och är klibbig. 

## Ekologi
Som pyrofil art är den mer eller mindre beroende av skogsbränder för sin fortlevnad. Dess frön är funna ner till 10 cm djup i mineraljorden, det vill säga under markens humusskikt. Fröna behöver upphettas till 50–100 °C för att ta in vatten och gro. Fast värme är inte ett absolut krav, även mekanisk skada på fröskalet kan göra att fröna tar in vatten och gror. Därför kan man ibland se svedjenävor på omrörd skogsmark, exempelvis på hyggen.
Plantor förekommer vanligen endast under ett par år efter en brand, innan andra mer konkurrenskraftiga växter tar över. Men deras frön kan överleva i markens fröbank under mycket lång tid, okänt hur länge, men grobara frön hittades i marken på en plats i Tyresta, Sverige, där man vet det inte brunnit på 200 år. Efter branden i Tyresta 1999 dök det upp tusentals plantor av både brand- och svedjenäva inom begränsade områden av det 450 hektar stora brandfältet.. Nävorna finns i bördig marktyp, eftersom de kräver mycket näring för att bli stora och producera mycket frön under sin korta livstid. De kan bli över metern stora i diameter och producera över 4500 frön, men det är ovanligt.

## Förekomst och status i Sverige
I Sverige förekommer svedjenävan huvudsakligen längs östkusten från Småland till Ångermanland,[källa behövs] men är numera sällsynt, främst på grund av minskning av svedjebruk och annan brand i markerna. Idag släcks bränder i marker ofta mycket snabbt att endast en liten areal skogsmark brinner årligen. För att brandberoende arter ska överleva på sikt genomför skogsbolag, länsstyrelser och andra markägare naturvårdsbränningar. Under 2015-2019 pågår EU-projektet Life-Taiga där 14 länsstyrelser fått 100 miljoner till naturvårdsbränningar. Tidigare har säkerligen svedjebruk gynnat förekomsten av arten. I Sverige kategoriseras den idag som nära hotad (NT).